# SL 벤피카 드 마카오
SL 벤피카 드 마카오(포르투갈어: S.L. Benfica de Macau, 중국어: 澳門賓菲加體育會)는 마카오의 축구단이다. 현재 리가 드 일리트에 참가하고 있다.

## 우승
- 리가 드 일리트: 2014, 2015, 2016, 2017, 2018, 2020, 2024
- 타사 드 마카오: 2013, 2014, 2017

## 선수 명단

### 현역
참고: FIFA 자격 규정에 따라 소속된 국가대표팀 국기를 표시합니다. 선수는 복수의 FIFA 비회원국 국적을 가지고 있을 수 있습니다.
| 번호 | 포지션 | 국적   | 이름            |
| ---- | ------ | ------ | --------------- |
| 1    | GK     | 필리핀 | 가브리엘 크로체 |
| 9    | FW     | 가나   | 다니엘 아데이드 |
| 12   | MF     | 마카오 | 리켕판          |

| 번호 | 포지션 | 국적 | 이름 |
| ---- | ------ | ---- | ---- |

## 역대 감독
| 감독                                | 임기        |
| ----------------------------------- | ----------- |
| 카를루스 레오네우 고이스 페르난지스 | 2022 ~ 2023 |